# 大清水町 (名古屋市)
大清水町（おおしみずちょう）は、愛知県名古屋市中区の地名。

## 歴史

### 沿革
- 1934年（昭和9年）6月1日 - 中区御器所町の一部により、同区大清水町として成立[1]。
- 1944年（昭和19年）2月11日 - 昭和区成立に伴い、同区大清水町となる[1]。
- 1946年（昭和21年）4月15日 - 中区に編入され、同区大清水町となる[1]。
- 1966年（昭和41年）4月20日 - 前年10月国勢調査による名古屋市の人口重心が大清水町内にあると発表される[4]。
- 1969年（昭和44年）10月21日 - 住居表示の実施に伴い、千代田四丁目に編入され廃止[1]。